# Liste des Premiers ministres du Soudan
La charge de Premier ministre du Soudan a été créé le 22 octobre 1952.

## Liste
| #                                              | Portrait                          | Titulaire (naissance-mort)                   | Mandat                            | Mandat                            | Mandat                            | Parti politique                   | Parti politique                         | Chef d'État (mandat)                                |
| #                                              | Portrait                          | Titulaire (naissance-mort)                   | Début                             | Fin                               | Durée                             | Parti politique                   | Parti politique                         | Chef d'État (mandat)                                |
| Soudan anglo-égyptien (1952-1956)              | Soudan anglo-égyptien (1952-1956) | Soudan anglo-égyptien (1952-1956)            | Soudan anglo-égyptien (1952-1956) | Soudan anglo-égyptien (1952-1956) | Soudan anglo-égyptien (1952-1956) | Soudan anglo-égyptien (1952-1956) | Soudan anglo-égyptien (1952-1956)       | Soudan anglo-égyptien (1952-1956)                   |
| ---------------------------------------------- | --------------------------------- | -------------------------------------------- | --------------------------------- | --------------------------------- | --------------------------------- | --------------------------------- | --------------------------------------- | --------------------------------------------------- |
| 1                                              | Sayid Abdel Rahman al-Mahdi       | Sayid Abdel Rahman al-Mahdi (1885-1959)      | 22 octobre 1952                   | Novembre 1953                     | 1 an et 10 jours                  |                                   | Parti Oumma                             | —                                                   |
| 2                                              | Ismail al-Azhari                  | Ismail al-Azhari (1900-1969)                 | 6 janvier 1954                    | 1er janvier 1956                  | 1 an, 11 mois et 26 jours         |                                   | Parti unioniste démocrate               | —                                                   |
| République du Soudan (1956-1959)               |                                   |                                              |                                   |                                   |                                   |                                   |                                         |                                                     |
| (2)                                            | Ismail al-Azhari                  | Ismail al-Azhari (1900-1969)                 | 1er janvier 1956                  | 5 juillet 1956                    | 6 mois et 4 jours                 |                                   | Parti unioniste démocrate               | Conseil de souveraineté                             |
| 3                                              | Abdallah Khalil                   | Abdallah Khalil (1892-1970)                  | 5 juillet 1956                    | 17 novembre 1958 (Coup d'État)    | 2 ans, 4 mois et 12 jours         |                                   | Parti Oumma                             | Conseil de souveraineté                             |
| 4                                              | Ibrahim Abboud                    | Ibrahim Abboud (1900-1983)                   | 18 novembre 1958                  | 30 octobre 1964 (démission)       | 5 ans, 11 mois et 12 jours        |                                   | Militaire                               | Lui-même                                            |
| 5                                              | Sirr Al-Khatim Al-Khalifa         | Sirr Al-Khatim Al-Khalifa (1919-2006)        | 30 octobre 1964                   | 2 juin 1965                       | 7 mois et 3 jours                 |                                   | Parti Oumma                             | Conseil de souveraineté (1964-1965)                 |
| 6                                              | Muhammad Ahmad Mahgoub            | Muhammad Ahmad Mahgoub (1908-1976)           | 10 juin 1965                      | 25 juillet 1966                   | 1 an, 1 mois et 25 jours          |                                   | Parti Oumma                             | Ismail al-Azhari (1965-1969)                        |
| 7                                              | Sadeq al-Mahdi                    | Sadeq al-Mahdi (1935-2020)                   | 27 juillet 1966                   | 18 mai 1967                       | 9 mois et 21 jours                |                                   | Parti Oumma                             | Ismail al-Azhari (1965-1969)                        |
| (6)                                            | Muhammad Ahmad Mahgoub            | Muhammad Ahmad Mahgoub (1908-1976)           | 18 mai 1967                       | 25 mai 1969 (Coup d'État)         | 2 ans et 7 jours                  |                                   | Parti Oumma                             | Ismail al-Azhari (1965-1969)                        |
| République démocratique du Soudan (1969-1985)  |                                   |                                              |                                   |                                   |                                   |                                   |                                         |                                                     |
| 8                                              | Babiker Awadalla                  | Babiker Awadalla (1917-2019)                 | 25 mai 1969                       | 27 octobre 1969                   | 5 mois et 2 jours                 |                                   | Indépendant                             | Gaafar Nimeiry (1969–1985)                          |
| 9                                              | Gaafar Nimeiry                    | Gaafar Nimeiry (1928-2009)                   | 28 octobre 1969                   | 11 août 1976                      | 6 ans, 9 mois et 14 jours         |                                   | Militaire / Union socialiste soudanaise | Gaafar Nimeiry (1969–1985)                          |
| 10                                             | Rachid Bakr                       | Rachid Bakr (1933-1988)                      | 11 août 1976                      | 10 septembre 1977                 | 1 an et 30 jours                  |                                   | Union socialiste soudanaise             | Gaafar Nimeiry (1969–1985)                          |
| (9)                                            | Gaafar Nimeiry                    | Gaafar Nimeiry (1928-2009)                   | 10 septembre 1977                 | 6 avril 1985 (Coup d'État)        | 7 ans, 9 mois et 26 jours         |                                   | Militaire / Union socialiste soudanaise | Gaafar Nimeiry (1969–1985)                          |
| République du Soudan (1985-2019)               |                                   |                                              |                                   |                                   |                                   |                                   |                                         |                                                     |
| 11                                             | Al-Jazuli Daf'allah               | Al-Jazuli Daf'allah (né en 1935)             | 22 avril 1985                     | 6 mai 1986                        | 1 an et 14 jours                  |                                   | Indépendant                             | Abdel Rahman Swar al-Dahab (1985–1986)              |
| (7)                                            | Sadeq al-Mahdi                    | Sadeq al-Mahdi (1935-2020)                   | 6 mai 1986                        | 30 juin 1989 (Coup d'État)        | 3 ans, 1 mois et 24 jours         |                                   | Parti Oumma                             | Ahmed al-Mirghani (1986–1989)                       |
| Fonction abolie du 30 juin 1989 au 2 mars 2017 |                                   |                                              |                                   |                                   |                                   |                                   |                                         |                                                     |
| 12                                             | Bakri Hassan Saleh                | Bakri Hassan Saleh (né en 1949)              | 2 mars 2017                       | 10 septembre 2018                 | 1 an, 6 mois et 8 jours           |                                   | Congrès national                        | Omar el-Bechir (1989–2019)                          |
| 13                                             | Moutaz Moussa Abdallah            | Moutaz Moussa Abdallah (né en 1967)          | 10 septembre 2018                 | 23 février 2019                   | 5 mois et 13 jours                |                                   | Congrès national                        | Omar el-Bechir (1989–2019)                          |
| 14                                             | Mohamed Tahir Ayala               | Mohamed Tahir Ayala (né en 1951)             | 23 février 2019                   | 11 avril 2019 (Coup d'État)       | 1 mois et 19 jours                |                                   | Congrès national                        | Omar el-Bechir (1989–2019)                          |
| Période de transition (depuis 2019)            |                                   |                                              |                                   |                                   |                                   |                                   |                                         |                                                     |
| Fonction vacante du 11 avril au 21 août 2019   |                                   |                                              |                                   |                                   |                                   |                                   |                                         |                                                     |
| 15                                             | Abdallah Hamdok                   | Abdallah Hamdok (né en 1956)                 | 21 août 2019                      | 25 octobre 2021 (Coup d'État)     | 2 ans, 2 mois et 4 jours          |                                   | Forces de la liberté et du changement   | Conseil de souveraineté (2019-2021)                 |
| 15                                             | Abdallah Hamdok                   | Abdallah Hamdok (né en 1956)                 | 21 novembre 2021                  | 2 janvier 2022                    | 1 mois et 12 jours                |                                   | Indépendant                             | Conseil de souveraineté de transition (depuis 2021) |
| —                                              | Osman Hussein                     | Osman Hussein (né en 1951) intérim           | 19 janvier 2022                   | 30 avril 2025                     | 3 ans, 3 mois et 11 jours         |                                   | Indépendant                             | Conseil de souveraineté de transition (depuis 2021) |
| —                                              | Dafallah al-Haj Ali               | Dafallah al-Haj Ali (né en 1951) intérim     | 30 avril 2025                     | 31 mai 2025                       | 1 mois et 1 jour                  |                                   | Indépendant                             | Conseil de souveraineté de transition (depuis 2021) |
| 16                                             | Kamil Idris                       | Kamel al-Tayeb Idris Abdelhafiz (né en 1954) | 31 mai 2025                       | en fonction                       | 24 jours                          |                                   | Indépendant                             | Conseil de souveraineté de transition (depuis 2021) |